# Liga LEB Plata 2020-21
La temporada 2020-21 de LEB Plata fue la vigésima primera temporada de la tercera liga española de baloncesto. Comenzó el 10 de octubre de 2020 con la primera jornada de la temporada regular y finalizó el 22 de mayo de 2021 con los playoffs de promoción a la Liga Española de Baloncesto Oro.
Fue la siguiente temporada después de que la temporada 2019-20 se suspendiera debido a la pandemia de COVID-19 y la liga se ampliará a 28 equipos, récord de la liga, para esta temporada.

## Cambios de formato
En esta temporada, la liga se amplió a 28 equipos divididos en 2 grupos de 14 con solo una fase de grupos. Al final de la temporada regular, el primer equipo de cada grupo jugó para ascender directamente a LEB Oro, mientras que el equipo perdedor pasó a los cuartos de final de los playoffs de ascenso; los equipos que terminaron del 2.º al 8.º lugar de cada grupo se clasificaron para los playoffs de promoción; los equipos que finalizaron en 11.º y 12.º lugar de cada grupo jugaron los playoffs de descenso; y los dos últimos equipos de cada grupo fueron relegados a la Liga EBA.

## Equipos

### Ascensos y descensos (pretemporada)
Un total de 28 equipos competieron en la liga, incluidos 21 equipos de la temporada 2019-20 y siete ascendidos de la Liga EBA.
Equipos ascendidos de la Liga EBA
- Aquimisa Carbajosa.
- Mondragón Unibersitatea (no pudo ascender y finalmente inscrito en Liga EBA).
- NCS Alcobendas.
- Ibersol CB Tarragona.
- Melilla Sport Capital Enrique Soler.
- Hozono Global Jairis.
- Zentro Basket Madrid (logró un puesto vacante).
- CB Cornellà (logró un puesto vacante).

### Pabellones y ciudades
| Equipo                              | Ciudad                     | Pabellón                                       | Capacidad               |
| ----------------------------------- | -------------------------- | ---------------------------------------------- | ----------------------- |
| Albacete Basket                     | Albacete                   | Pabellón del Parque                            | 1,200                   |
| Aquimisa Carbajosa                  | Carbajosa de la Sagrada    | Pabellón Municipal Carbajosa de la Sagrada     | &&&&&&&&&&&&&&00.&&&&-0 |
| Barça B                             | San Juan Despí             | Ciutat Esportiva Joan Gamper                   | 472                     |
| Enerparking Basket Navarra          | Pamplona                   | Polideportivo Arrosadía                        | 1,500                   |
| CAT&REST Clínica Ponferrada CDP     | Ponferrada                 | Pabellón Lydia Valentín                        | 2,500                   |
| Reina Yogur Clavijo CB              | Logroño                    | Palacio de los Deportes de La Rioja            | 4,500                   |
| CB Cornellà                         | Cornellá de Llobregat      | Parc Esportiu Llobregat                        | &&&&&&&&&&&&&&00.&&&&-0 |
| CB Marbella                         | Marbella                   | Polideportivo Bello Horizonte "Carlos Cabezas" | &&&&&&&&&&&&&&00.&&&&-0 |
| CB Morón                            | Morón de la Frontera       | Pabellón Alameda                               | 600                     |
| Club Bàsquet Pardinyes Lleida       | Lérida                     | Pavelló Barris Nord                            | 6,100                   |
| CB Prat                             | El Prat de Llobregat       | Pavelló Joan Busquets                          | 500                     |
| Círculo Gijón Baloncesto            | Gijón                      | Palacio de Deportes de Gijón                   | 5,197                   |
| El Ventero CBV                      | Villarrobledo              | Pabellón Los Pintores                          | &&&&&&&&&&&&&&00.&&&&-0 |
| Enerdrink UDEA Algeciras DAM        | Algeciras                  | Pabellón Ciudad de Algeciras                   | 2,300                   |
| Fundación Globalcaja La Roda        | La Roda                    | Pabellón Juan José Lozano Jareño               | 500                     |
| Gran Canaria B                      | Las Palmas de Gran Canaria | Pabellón Insular Vega de San José              |                         |
| Grupo Alega Cantabria               | Torrelavega                | Pabellón Vicente Trueba                        | 2,688                   |
| Hestia Menorca                      | Mahón                      | Pavelló Menorca                                | 5,115                   |
| Hozono Global Jairis                | Alcantarilla               | Pabellón Fausto Vicent                         | &&&&&&&&&&&&&&00.&&&&-0 |
| Ibersol CB Tarragona                | Tarragona                  | Pavelló Municipal El Serrallo                  | &&&&&&&&&&&&&&00.&&&&-0 |
| Innova Chef                         | Zamora                     | Pabellón Ángel Nieto                           | 2,200                   |
| Juaristi ISB                        | Azpeitia                   | Polideportivo Municipal de Azpeitia            | 1,000                   |
| Mi Arquitecto CB Benicarló          | Benicarló                  | Pavelló Poliesportiu Municipal                 | 2,000                   |
| Melilla Sport Capital Enrique Soler | Melilla                    | Pabellón Guillermo García Pezzi                | &&&&&&&&&&&&&&00.&&&&-0 |
| NCS Alcobendas                      | Alcobendas                 | Pabellón Antela Parada                         | 500                     |
| Torrons Vicens - CB L'Hospitalet    | Hospitalet de Llobregat    | Nou Pavelló del Centre                         | 700                     |
| Zentro Basket Madrid                | Madrid                     | Polideportivo Municipal Antonio Díaz-Miguel    | &&&&&&&&&&&&&&00.&&&&-0 |
| Zornotza Saskibaloi Taldea          | Amorebieta                 | Polideportivo Larrea                           | 600                     |

## Liga regular

### Grupo Este
| | Equipo                           | J  | G  | P  | PF   | PC   | DP   | Puntos |
| --- | -------------------------------- | -- | -- | -- | ---- | ---- | ---- | ------ |
| 1 | Barça B                          | 26 | 21 | 5  | 1944 | 1641 | 303  | 47     |
| 2 | CB Prat                          | 26 | 19 | 7  | 2192 | 1922 | 270  | 45     |
| 3 | Hestia Menorca                   | 26 | 17 | 9  | 1893 | 1678 | 215  | 43     |
| 4 | Albacete Basket                  | 26 | 15 | 11 | 1889 | 1888 | 1    | 41     |
| 5 | Fundación Globalcaja La Roda     | 26 | 14 | 12 | 1848 | 1805 | 43   | 40     |
| 6 | Gran Canaria B                   | 26 | 14 | 12 | 1969 | 1948 | 21   | 40     |
| 7 | Club Bàsquet Pardinyes Lleida    | 26 | 13 | 13 | 1904 | 1928 | -24  | 39     |
| 8 | Enerparking Basket Navarra       | 26 | 13 | 13 | 1810 | 1895 | -85  | 39     |
| 9 | El Ventero CBV                   | 26 | 12 | 14 | 1807 | 1868 | -61  | 38     |
| 10 | Mi Arquitecto CB Benicarló       | 26 | 12 | 14 | 1861 | 1866 | -5   | 38     |
| 11 | Ibersol CB Tarragona             | 26 | 9  | 17 | 1765 | 1933 | -168 | 35     |
| 12 | Hozono Global Jairis             | 26 | 9  | 17 | 1757 | 1808 | -51  | 35     |
| 13 | CB Cornellà                      | 26 | 8  | 18 | 1706 | 1976 | -270 | 34     |
| 14 | Torrons Vicens - CB L'Hospitalet | 26 | 6  | 20 | 1674 | 1863 | -189 | 32     |
| Fuente: Federación Española de Baloncesto: Clasificación de la Liga LEB Plata - Grupo Este; actualización automática |                                  |    |    |    |      |      |      |        |

### Grupo Oeste
| | Equipo                              | J  | G  | P  | PF   | PC   | DP   | Puntos |
| --- | ----------------------------------- | -- | -- | -- | ---- | ---- | ---- | ------ |
| 1 | Juaristi ISB                        | 26 | 21 | 5  | 2136 | 1918 | 218  | 47     |
| 2 | Grupo Alega Cantabria               | 26 | 19 | 7  | 2099 | 1916 | 183  | 45     |
| 3 | Reina Yogur Clavijo CB              | 26 | 16 | 10 | 1992 | 1907 | 85   | 42     |
| 4 | Zornotza Saskibaloi Taldea          | 26 | 16 | 10 | 2020 | 1901 | 119  | 42     |
| 5 | CAT&REST Clínica Ponferrada CDP     | 26 | 15 | 11 | 2023 | 1936 | 87   | 41     |
| 6 | CB Marbella                         | 26 | 14 | 12 | 1923 | 1844 | 79   | 40     |
| 7 | Círculo Gijón Baloncesto            | 26 | 13 | 13 | 2037 | 2024 | 13   | 39     |
| 8 | Innova Chef                         | 26 | 12 | 14 | 1901 | 1965 | -64  | 38     |
| 9 | Enerdrink UDEA Algeciras DAM        | 26 | 11 | 15 | 1835 | 1914 | -79  | 37     |
| 10 | Melilla Sport Capital Enrique Soler | 26 | 11 | 15 | 1909 | 1988 | -79  | 37     |
| 11 | Aquimisa Carbajosa                  | 26 | 11 | 15 | 1823 | 1863 | -40  | 37     |
| 12 | Zentro Basket Madrid                | 26 | 10 | 16 | 2009 | 2047 | -38  | 36     |
| 13 | NCS Alcobendas                      | 26 | 6  | 20 | 1850 | 2103 | -253 | 32     |
| 14 | CB Morón                            | 26 | 7  | 19 | 1835 | 2066 | -231 | 32     |
| Fuente: Federación Española de Baloncesto: Clasificación de la Liga LEB Plata - Grupo Oeste; actualización automática |                                     |    |    |    |      |      |      |        |

## Playoffs

### Por el título
El ganador se proclamó campeón de la Liga LEB Plata 2020-21 y ascendió a la Liga LEB Oro 2021-22. El perdedor accedió a los cuartos de final del playoff de ascenso.
| Equipo 1     | Agr.    | Equipo 2 | Ida   | Vuelta |
| ------------ | ------- | -------- | ----- | ------ |
| Juaristi ISB | 131-122 | Barça B  | 65-59 | 66-63  |

Fuente: FEB

### Por el ascenso
|  | Octavos de final                                                 | Octavos de final                                                 | Octavos de final                                                 | Octavos de final                                                 |    |                        | Cuartos de final                                             | Cuartos de final                                             | Cuartos de final                                             | Cuartos de final                                             |    |         | Semifinales                                             | Semifinales                                             | Semifinales                                             | Semifinales                                             |  |  | Asciende a LEB Oro 2021-22 | Asciende a LEB Oro 2021-22 | Asciende a LEB Oro 2021-22 |  |
|  | 24/25 de abril de 2021 (ida) 1/2 y 9/11 de mayo de 2021 (vuelta) | 24/25 de abril de 2021 (ida) 1/2 y 9/11 de mayo de 2021 (vuelta) | 24/25 de abril de 2021 (ida) 1/2 y 9/11 de mayo de 2021 (vuelta) | 24/25 de abril de 2021 (ida) 1/2 y 9/11 de mayo de 2021 (vuelta) |    |                        | 15/19 de mayo de 2021 (ida) 19 y 22 de mayo de 2021 (vuelta) | 15/19 de mayo de 2021 (ida) 19 y 22 de mayo de 2021 (vuelta) | 15/19 de mayo de 2021 (ida) 19 y 22 de mayo de 2021 (vuelta) | 15/19 de mayo de 2021 (ida) 19 y 22 de mayo de 2021 (vuelta) |    |         | 25/26 de mayo de 2021 (ida) 29 de mayo de 2021 (vuelta) | 25/26 de mayo de 2021 (ida) 29 de mayo de 2021 (vuelta) | 25/26 de mayo de 2021 (ida) 29 de mayo de 2021 (vuelta) | 25/26 de mayo de 2021 (ida) 29 de mayo de 2021 (vuelta) |  |  |                            |                            |                            |  |
|  |                                                                  |                                                                  |                                                                  |                                                                  |    |                        |                                                              |                                                              |                                                              |                                                              |    |         |                                                         |                                                         |                                                         |                                                         |  |  |                            |                            |                            |  |
|  |                                                                  |                                                                  |                                                                  |                                                                  |    |                        |                                                              |                                                              |                                                              |                                                              |    |         |                                                         |                                                         |                                                         |                                                         |  |  |                            |                            |                            |  |
|  | Gran Canaria B                                                   | Gran Canaria B                                                   | 96                                                               | 68                                                               |    |                        |                                                              |                                                              |                                                              |                                                              |    |         |                                                         |                                                         |                                                         |                                                         |  |  |                            |                            |                            |  |
|  | Gran Canaria B                                                   | Gran Canaria B                                                   | 96                                                               | 68                                                               |    |                        |                                                              |                                                              |                                                              |                                                              |    |         |                                                         |                                                         |                                                         |                                                         |  |  |                            |                            |                            |  |
|  | Reina Yogur Clavijo CB                                           | Reina Yogur Clavijo CB                                           | 78                                                               | 82                                                               |    |                        |                                                              |                                                              |                                                              |                                                              |    |         |                                                         |                                                         |                                                         |                                                         |  |  |                            |                            |                            |  |
|  | Reina Yogur Clavijo CB                                           | Reina Yogur Clavijo CB                                           | 78                                                               | 82                                                               |    | Gran Canaria B         | Gran Canaria B                                               | 68                                                           | 67                                                           |                                                              |    |         |                                                         |                                                         |                                                         |                                                         |  |  |                            |                            |                            |  |
|  |                                                                  |                                                                  |                                                                  |                                                                  |    | Gran Canaria B         | Gran Canaria B                                               | 68                                                           | 67                                                           |                                                              |    |         |                                                         |                                                         |                                                         |                                                         |  |  |                            |                            |                            |  |
|  |                                                                  |                                                                  | Barça B                                                          | Barça B                                                          | 96 | 70                     |                                                              |                                                              |                                                              |                                                              |    |         |                                                         |                                                         |                                                         |                                                         |  |  |                            |                            |                            |  |
|  | Barça B                                                          |                                                                  | Barça B                                                          | Barça B                                                          | 96 | 70                     |                                                              |                                                              |                                                              |                                                              |    |         |                                                         |                                                         |                                                         |                                                         |  |  |                            |                            |                            |  |
|  |                                                                  |                                                                  |                                                                  |                                                                  |    |                        |                                                              |                                                              |                                                              |                                                              |    |         |                                                         |                                                         |                                                         |                                                         |  |  |                            |                            |                            |  |
|  |                                                                  |                                                                  |                                                                  |                                                                  |    |                        |                                                              |                                                              |                                                              |                                                              |    |         |                                                         |                                                         |                                                         |                                                         |  |  |                            |                            |                            |  |
|  |                                                                  |                                                                  |                                                                  |                                                                  |    |                        |                                                              | Barça B                                                      | Barça B                                                      | 75                                                           | 98 |         |                                                         |                                                         |                                                         |                                                         |  |  |                            |                            |                            |  |
|  |                                                                  |                                                                  |                                                                  |                                                                  |    |                        |                                                              |                                                              |                                                              |                                                              | 98 |         |                                                         |                                                         |                                                         |                                                         |  |  |                            |                            |                            |  |
|  |                                                                  |                                                                  | Zornotza ST                                                      | Zornotza ST                                                      | 63 | 69                     |                                                              |                                                              |                                                              |                                                              |    |         |                                                         |                                                         |                                                         |                                                         |  |  |                            |                            |                            |  |
|  | CB Pardinyes Lleida                                              | CB Pardinyes Lleida                                              | Zornotza ST                                                      | Zornotza ST                                                      | 63 | 69                     | 57                                                           | 63                                                           |                                                              |                                                              |    |         |                                                         |                                                         |                                                         |                                                         |  |  |                            |                            |                            |  |
|  | CB Pardinyes Lleida                                              | CB Pardinyes Lleida                                              |                                                                  |                                                                  |    |                        |                                                              |                                                              |                                                              |                                                              |    |         |                                                         |                                                         |                                                         |                                                         |  |  |                            |                            |                            |  |
|  | Zornotza ST                                                      | Zornotza ST                                                      | 88                                                               | 58                                                               |    |                        |                                                              |                                                              |                                                              |                                                              |    |         |                                                         |                                                         |                                                         |                                                         |  |  |                            |                            |                            |  |
|  | Zornotza ST                                                      | Zornotza ST                                                      | 88                                                               | 58                                                               |    | Zornotza ST            | Zornotza ST                                                  | 74                                                           | 71                                                           |                                                              |    |         |                                                         |                                                         |                                                         |                                                         |  |  |                            |                            |                            |  |
|  |                                                                  |                                                                  |                                                                  |                                                                  |    | Zornotza ST            | Zornotza ST                                                  | 74                                                           | 71                                                           |                                                              |    |         |                                                         |                                                         |                                                         |                                                         |  |  |                            |                            |                            |  |
|  |                                                                  |                                                                  | Hestia Menorca                                                   | Hestia Menorca                                                   | 63 | 79                     |                                                              |                                                              |                                                              |                                                              |    |         |                                                         |                                                         |                                                         |                                                         |  |  |                            |                            |                            |  |
|  | Círculo Gijón                                                    | Círculo Gijón                                                    | Hestia Menorca                                                   | Hestia Menorca                                                   | 63 | 79                     | 70                                                           | 63                                                           |                                                              |                                                              |    |         |                                                         |                                                         |                                                         |                                                         |  |  |                            |                            |                            |  |
|  | Círculo Gijón                                                    | Círculo Gijón                                                    |                                                                  |                                                                  |    |                        |                                                              |                                                              |                                                              |                                                              |    |         |                                                         |                                                         |                                                         |                                                         |  |  |                            |                            |                            |  |
|  | Hestia Menorca                                                   | Hestia Menorca                                                   | 84                                                               | 83                                                               |    |                        |                                                              |                                                              |                                                              |                                                              |    |         |                                                         |                                                         |                                                         |                                                         |  |  |                            |                            |                            |  |
|  | Hestia Menorca                                                   | Hestia Menorca                                                   | 84                                                               | 83                                                               |    |                        |                                                              |                                                              |                                                              |                                                              |    |         |                                                         | Barça B                                                 |                                                         |                                                         |  |  |                            |                            |                            |  |
|  |                                                                  |                                                                  |                                                                  |                                                                  |    |                        |                                                              |                                                              |                                                              |                                                              |    |         |                                                         |                                                         |                                                         |                                                         |  |  |                            |                            |                            |  |
|  |                                                                  |                                                                  | CB Prat                                                          |                                                                  |    |                        |                                                              |                                                              |                                                              |                                                              |    |         |                                                         |                                                         |                                                         |                                                         |  |  |                            |                            |                            |  |
|  | CB Marbella                                                      | CB Marbella                                                      | 87                                                               | 68                                                               |    |                        |                                                              |                                                              |                                                              |                                                              |    |         |                                                         |                                                         |                                                         |                                                         |  |  |                            |                            |                            |  |
|  | CB Marbella                                                      | CB Marbella                                                      | 87                                                               | 68                                                               |    |                        |                                                              |                                                              |                                                              |                                                              |    |         |                                                         |                                                         |                                                         |                                                         |  |  |                            |                            |                            |  |
|  | Albacete Basket                                                  | Albacete Basket                                                  | 65                                                               | 74                                                               |    |                        |                                                              |                                                              |                                                              |                                                              |    |         |                                                         |                                                         |                                                         |                                                         |  |  |                            |                            |                            |  |
|  | Albacete Basket                                                  | Albacete Basket                                                  | 65                                                               | 74                                                               |    | CB Marbella            | CB Marbella                                                  | 58                                                           | 66                                                           |                                                              |    |         |                                                         |                                                         |                                                         |                                                         |  |  |                            |                            |                            |  |
|  |                                                                  |                                                                  |                                                                  |                                                                  |    | CB Marbella            | CB Marbella                                                  | 58                                                           | 66                                                           |                                                              |    |         |                                                         |                                                         |                                                         |                                                         |  |  |                            |                            |                            |  |
|  |                                                                  |                                                                  | CB Prat                                                          | CB Prat                                                          | 70 | 91                     |                                                              |                                                              |                                                              |                                                              |    |         |                                                         |                                                         |                                                         |                                                         |  |  |                            |                            |                            |  |
|  | Innova Chef                                                      | Innova Chef                                                      | CB Prat                                                          | CB Prat                                                          | 70 | 91                     | 73                                                           | 69                                                           |                                                              |                                                              |    |         |                                                         |                                                         |                                                         |                                                         |  |  |                            |                            |                            |  |
|  | Innova Chef                                                      | Innova Chef                                                      |                                                                  |                                                                  |    |                        |                                                              |                                                              |                                                              |                                                              |    |         |                                                         |                                                         |                                                         |                                                         |  |  |                            |                            |                            |  |
|  | CB Prat                                                          | CB Prat                                                          | 84                                                               | 89                                                               |    |                        |                                                              |                                                              |                                                              |                                                              |    |         |                                                         |                                                         |                                                         |                                                         |  |  |                            |                            |                            |  |
|  | CB Prat                                                          | CB Prat                                                          | 84                                                               | 89                                                               |    |                        |                                                              |                                                              |                                                              |                                                              |    | CB Prat | CB Prat                                                 | 61                                                      | 83                                                      |                                                         |  |  |                            |                            |                            |  |
|  |                                                                  |                                                                  |                                                                  |                                                                  |    |                        |                                                              |                                                              |                                                              |                                                              |    | CB Prat | CB Prat                                                 | 61                                                      | 83                                                      |                                                         |  |  |                            |                            |                            |  |
|  |                                                                  |                                                                  | Alega Cantabria                                                  | Alega Cantabria                                                  | 58 | 70                     |                                                              |                                                              |                                                              |                                                              |    |         |                                                         |                                                         |                                                         |                                                         |  |  |                            |                            |                            |  |
|  | Fund. Globalcaja La Roda                                         | Fund. Globalcaja La Roda                                         | Alega Cantabria                                                  | Alega Cantabria                                                  | 58 | 70                     | 82                                                           | 55                                                           |                                                              |                                                              |    |         |                                                         |                                                         |                                                         |                                                         |  |  |                            |                            |                            |  |
|  | Fund. Globalcaja La Roda                                         | Fund. Globalcaja La Roda                                         |                                                                  |                                                                  |    |                        |                                                              |                                                              |                                                              |                                                              |    |         |                                                         |                                                         |                                                         |                                                         |  |  |                            |                            |                            |  |
|  | Clínica Ponferrada CDP                                           | Clínica Ponferrada CDP                                           | 66                                                               | 88                                                               |    |                        |                                                              |                                                              |                                                              |                                                              |    |         |                                                         |                                                         |                                                         |                                                         |  |  |                            |                            |                            |  |
|  | Clínica Ponferrada CDP                                           | Clínica Ponferrada CDP                                           | 66                                                               | 88                                                               |    | Clínica Ponferrada CDP | Clínica Ponferrada CDP                                       | 54                                                           | 65                                                           |                                                              |    |         |                                                         |                                                         |                                                         |                                                         |  |  |                            |                            |                            |  |
|  |                                                                  |                                                                  |                                                                  |                                                                  |    | Clínica Ponferrada CDP | Clínica Ponferrada CDP                                       | 54                                                           | 65                                                           |                                                              |    |         |                                                         |                                                         |                                                         |                                                         |  |  |                            |                            |                            |  |
|  |                                                                  |                                                                  | Alega Cantabria                                                  | Alega Cantabria                                                  | 82 | 79                     |                                                              |                                                              |                                                              |                                                              |    |         |                                                         |                                                         |                                                         |                                                         |  |  |                            |                            |                            |  |
|  | Enerparking Basket Navarra                                       | Enerparking Basket Navarra                                       | Alega Cantabria                                                  | Alega Cantabria                                                  | 82 | 79                     | 50                                                           | 79                                                           |                                                              |                                                              |    |         |                                                         |                                                         |                                                         |                                                         |  |  |                            |                            |                            |  |
|  | Enerparking Basket Navarra                                       | Enerparking Basket Navarra                                       |                                                                  |                                                                  |    |                        |                                                              |                                                              |                                                              |                                                              |    |         |                                                         |                                                         |                                                         |                                                         |  |  |                            |                            |                            |  |
|  | Alega Cantabria                                                  | Alega Cantabria                                                  | 63                                                               | 84                                                               |    |                        |                                                              |                                                              |                                                              |                                                              |    |         |                                                         |                                                         |                                                         |                                                         |  |  |                            |                            |                            |  |
|  | Alega Cantabria                                                  | Alega Cantabria                                                  | 63                                                               | 84                                                               |    |                        |                                                              |                                                              |                                                              |                                                              |    |         |                                                         |                                                         |                                                         |                                                         |  |  |                            |                            |                            |  |
|  |                                                                  |                                                                  |                                                                  |                                                                  |    |                        |                                                              |                                                              |                                                              |                                                              |    |         |                                                         |                                                         |                                                         |                                                         |  |  |                            |                            |                            |  |

#### Octavos de final
| Equipo 1                   | Agr.    | Equipo 2                     | Ida   | Vuelta |
| -------------------------- | ------- | ---------------------------- | ----- | ------ |
| Barça B                    |         |                              | 0     | 0      |
| Grupo Alega Cantabria      | 147-129 | Enerparking Basket Navarra   | 63-50 | 84-79  |
| Zornotza Saskibaloi Taldea | 146-116 | CB Pardinyes Lleida          | 88-53 | 58-63  |
| Reina Yogur Clavijo CB     | 160-164 | Gran Canaria B               | 78-96 | 82-68  |
| Clínica Ponferrada CDP     | 154-137 | Fundación Globalcaja La Roda | 66-82 | 88-55  |
| CB Marbella                | 155-139 | Albacete Basket              | 87-65 | 68-74  |
| Círculo Gijón Baloncesto   | 133-167 | Hestia Menorca               | 70-84 | 63-83  |
| Innova Chef                | 142-173 | CB Prat                      | 73-84 | 69-89  |

Fuente: FEB

#### Cuartos de final
Se estableció una clasificación entre los equipos ganadores de los Octavos de final. El equipo perdedor de la eliminatoria entre los dos primeros, ocupó el primer puesto de la clasificación. La clasificación de los siete equipos se obtuvo como sigue a continuación:
- Puesto obtenido al término de la Liga regular.
- Número de victorias al término de la Liga regular.
- En caso de empate se regirá el Reglamento General de la FEB.

| Equipo 1                   | Agr.    | Equipo 2              | Ida   | Vuelta |
| -------------------------- | ------- | --------------------- | ----- | ------ |
| Gran Canaria B             | 135-166 | Barça B               | 68-96 | 67-70  |
| CB Marbella                | 124-161 | CB Prat               | 58-70 | 66-91  |
| Clínica Ponferrada CDP     | 119-161 | Grupo Alega Cantabria | 54-82 | 65-79  |
| Zornotza Saskibaloi Taldea | 145-142 | Hestia Menorca        | 74-63 | 71-79  |

Fuente: FEB

#### Semifinales
Los dos ganadores ascendieron a la Liga LEB Oro 2021-22.
| Equipo 1 | Agr.    | Equipo 2                   | Ida   | Vuelta |
| -------- | ------- | -------------------------- | ----- | ------ |
| Barça B  | 173-132 | Zornotza Saskibaloi Taldea | 75-63 | 98-69  |
| CB Prat  | 144-128 | Grupo Alega Cantabria      | 61-58 | 83-70  |

Fuente: FEB

### Por el descenso
Los dos perdedores descendieron a la Liga EBA 2021-22.
| Equipo 1             | Agr.    | Equipo 2             | Ida   | Vuelta |
| -------------------- | ------- | -------------------- | ----- | ------ |
| Hozono Global Jairis | 129-142 | Aquimisa Carbajosa   | 64-64 | 65-78  |
| Zentro Basket Madrid | 153-142 | Ibersol CB Tarragona | 78-66 | 75-76  |

Fuente: FEB

## Postemporada
Ascendieron a LEB Oro:
- Juaristi ISB (Campeones).
- CB Prat.
- (  Barça B (Subcampeones) renunció al ascenso intercambiando su plaza con el  ICG Força Lleida que había descendido a LEB Plata).[1]

Descendieron de LEB Oro:
- ZTE Real Canoe NC.
- Tizona Universidad de Burgos.
- Ibereólica Renovables Ourense.
- (  ICG Força Lleida no descendió al intercambiar su plaza con el  Barça B) .[1]

Descendieron a Liga EBA:
- Torrons Vicens CB L'Hospitalet.
- NCS Alcobendas.
- Hozono Global Jairis.
- Ibersol CB Tarragona.
- (  CB Cornellà no descendió al intercambiar su plaza con el  Barça B) .[1]
- (  CB Morón también en posiciones de descenso, continuó en la LEB Plata al ocupar vacantes).[5]

Renunciaron a la LEB Plata:
- CB Pardinyes Lleida.[6]
- Barça B.[1]

Ascendieron desde Liga EBA:
- Safir Fruit Alginet.
- Valencia BC B.
- FC Cartagena CB.
- Recambios Gaudí CB Mollet.
- Sant Antoni Ibiza Feeling (al ocupar vacantes).
- (  CB Fuenlabrada B y  Movistar Estudiantes B renunciaron al ascenso).

## Galardones

### Jugador de la jornada

#### Primera fase
| Jornada | Jugador              | Equipo                              | Val | Ref    |
| ------- | -------------------- | ----------------------------------- | --- | ------ |
| 1       | Jabs Newby           | Círculo Gijón                       | 35  | [ 7 ]  |
| 2       | Toni Vicens          | CB Cornellà                         | 35  | [ 8 ]  |
| 3       | Guillermo Bastante   | Zentro Basket Madrid                | 32  | [ 9 ]  |
| 3       | Javier Lucas Blasco  | Círculo Gijón                       | 32  | [ 9 ]  |
| 4       | Walter Cabral        | Grupo Alega Cantabria               | 39  | [ 10 ] |
| 5       | Arturo Cruz Sastre   | Aquimisa Carbajosa                  | 35  | [ 11 ] |
| 6       | Simeon Lepichev      | ENERparking Basket Navarra          | 30  | [ 12 ] |
| 7       | Walter Cabral (2)    | Grupo Alega Cantabria               | 32  | [ 13 ] |
| 8       | Mark Hughes          | Fundación Globalcaja La Roda        | 38  | [ 14 ] |
| 9       | Miki Ortega          | Enerdrink UDEA Algeciras DAM        | 41  | [ 15 ] |
| 10      | Walter Cabral (3)    | Grupo Alega Cantabria               | 36  | [ 16 ] |
| 11      | Nnamdi Okonkwo       | Innova Chef                         | 35  | [ 17 ] |
| 12      | Leo Čizmić           | Grupo Alega Cantabria               | 32  | [ 18 ] |
| 13      | Iago Estévez         | Enerdrink UDEA Algeciras DAM        | 33  | [ 19 ] |
| 14      | Zane Najdawi         | Hozono Global Jairis                | 34  | [ 20 ] |
| 15      | Rodrigo Seoane       | ENERparking Basket Navarra          | 32  | [ 21 ] |
| 16      | Nacho Rodríguez      | Zentro Basket Madrid                | 35  | [ 22 ] |
| 17      | Víctor Serrano       | CB Cornellà                         | 36  | [ 23 ] |
| 18      | Pablo Hernández      | CAT&REST Clínica Ponferrada CDP     | 38  | [ 24 ] |
| 19      | Agustín Barreiro     | Zentro Basket Madrid                | 34  | [ 25 ] |
| 20      | Diego Alderete       | Aquimisa Carbajosa                  | 28  | [ 26 ] |
| 21      | Jean Montero         | Gran Canaria B                      | 34  | [ 27 ] |
| 22      | Mark Hughes (2)      | Fundación Globalcaja La Roda        | 34  | [ 28 ] |
| 22      | / Jahvaughn Powell   | NCS Alcobendas                      | 34  | [ 28 ] |
| 23      | Jeromy Rodríguez     | Zornotza Saskibaloi Taldea          | 34  | [ 29 ] |
| 24      | Samuel Rodríguez     | Mi Arquitecto CB Benicarló          | 35  | [ 30 ] |
| 25      | Samuel Rodríguez (2) | Mi Arquitecto CB Benicarló          | 34  | [ 31 ] |
| 26      | Pa Mor Diene         | El Ventero CB                       | 34  | [ 32 ] |
| 26      | Imo González         | Melilla Sport Capital Enrique Soler | 34  | [ 32 ] |